# Juicio a Alejandro Toledo
El juicio a Alejandro Toledo hace referencia a un proceso judicial iniciado en contra de Alejandro Toledo, ex presidente del Perú, tras su extradición al Perú desde Estados Unidos por el delito de colusión y lavado de activos por la concesión de la carretera Interoceánica Sur (tramos 2 y 3) a la empresa Odebrecht, y fue sentenciado a 20 años y 6 meses de prisión.

## Acusación fiscal
En junio del año 2005, el Estado Peruano y el consorcio CONIRSA (integrado por Odebrecht, Graña y Montero, ICCGSA y JJC Contratistas Generales) suscribieron el contrato de licitación de los tramos 2 y 3 de la carretera Interoceánica Sur. Según declaraciones de Jorge Barata, ex directivo de Odebrecht, a la fiscalía éste indicó que dicha empresa pagó alrededor de 20 millones de dólares (de 35 millones fijados inicialmente) en sobornos al expresidente para la adjudicación de los tramos 2 y 3 de la carretera Interoceánica Sur. Según la fiscalía, los montos fueron transferidos a través de las empresas de Josef Maiman, amigo de Toledo. Maiman, desde Israel y a través de una audiencia de "prueba anticipada", declaró que el soborno fue depositado en sus cuentas para Toledo.

## Acontecimientos
El 23 de abril de 2023, Alejandro Toledo fue extraditado al Perú desde Estados Unidos, siendo concedido dicha extradición para el caso referido a la Interoceánica Sur. El 7 de junio, se concluyó la etapa de control de acusación que presentó el fiscal José Domingo Pérez contra el exmandatario. El 18 de junio, el Poder Judicial autorizó el inicio del juicio oral mediante una resolución de 1536 folios emitida por el juez Richard Concepción Carhuancho. Inicialmente, el inicio del juicio fue programado para el 11 de septiembre. Sin embargo, fue reprogramado para el 16 de octubre.
El 16 de octubre de 2023, el juicio por la Interoceánica Sur (tramos 2 y 3) inició de manera presencial desde el Segundo Juzgado Penal Colegiado de la Corte Superior Nacional con Toledo conectado de manera virtual desde el Penal de Barbadillo, donde fue recluido. Domingo Pérez solicitó la presencia de los medios de comunicación, petición que fue desestimada por considerarse que el aforo de la sala era reducido y que Justicia TV estaba transmitiendo la audiencia.
El 21 de octubre de 2024, Toledo fue condenado a 20 años y 6 meses de prisión.